# Battaglia di Santa Cruz de Tenerife (1797)
La battaglia di Santa Cruz de Tenerife fu un'operazione anfibia tentata da una forza combinata inglese al comando del fresco contrammiraglio Horatio Nelson per la conquista del porto dell'isola di Tenerife contro la guarnigione spagnola comandata dal Generale Antonio Gutiérrez de Otero y Santayana. Gli scontri terrestri si protrassero dal 22 al 25 luglio 1797, terminando in un disastro per le forze da sbarco inglesi, che dovettero chiedere l'assistenza spagnola per ritirarsi; lo stesso Nelson vi perdette il braccio destro.